# 광명광덕초등학교
광명광덕초등학교는 경기도 광명시에 있는 공립 초등학교이다.

## 학교 연혁
- 1960년 3월 5일 시흥군 서면국민학교 철산분교 개교
- 1964년 3월 2일 광덕국민학교 승격

## 참고 문헌
- 광명광덕초등학교 - 한국교육학술정보원 학교알리미

## 같이 보기
- 광명광덕초등학교 축구단